# Tabu (filme de 2012)
Tabu é um filme de 2012 do género drama romântico. Co-produzido internacionalmente (entre Portugal, Alemanha, Brasil e França), é realizado por Miguel Gomes a partir de um argumento de Gomes com Mariana Ricardo, que invoca, em homenagem cinéfila, a obra homónima de F. W. Murnau de 1931, tal como Sunrise, de 1927. A longa-metragem divide-se entre presente e passado e acompanha Aurora (interpretada por Laura Soveral e Ana Moreira), uma mulher atormentada por um estranho episódio de amor e crime que marcou a sua juventude numa colónia portuguesa em África.
O filme teve estreia mundial na 62.ª Berlinale (Festival Internacional de Cinema de Berlim), onde foi contemplado com o Alfred-Bauer-Preis [de], destinado a obras inovadoras, e com o prémio FIPRESCI da crítica internacional para o melhor filme em competição. Com a sua apresentação em Berlim, Tabu garantiu distribuição em dezassete países, como o Canadá e o Reino Unido. Na sua estreia comercial em Portugal, a 5 de abril de 2012, a longa-metragem foi exibida em nove salas de cinema nos distritos de Lisboa, Coimbra e Porto.

## Sinopse
«Uma história passada (…) pouco antes do início da Guerra Colonial Portuguesa», «…um filme sobre a passagem do tempo, acerca de coisas que desaparecem e só podem existir como memória, fantasmagoria, imaginário».

###### Prólogo
Um narrador, Miguel Gomes, em voz over, lê um texto poético e algo filosófico que invoca uma lenda em que o Criador ordena, mas em que o coração comanda: o suicídio de um intrépido explorador que, em terras de África, noutros tempos, se suicida, lançando-se para as águas turvas de um rio onde será devorado por um crocodilo. O motivo que o leva a um ato tão desesperado é uma desilusão amorosa. Jura-se, dando veracidade ao relato, que uma linda dama por vezes se avista no meio da selva acompanhada de um triste crocodilo, sendo garantido existir entre ambas as criaturas uma misteriosa empatia.

###### Parte 1: Paraíso Perdido
Três mulheres, Aurora, Santa e Pilar, moram no mesmo andar de um complexo antigo de apartamentos de Lisboa. Aurora, uma octogenária vivendo da reforma, faladora, supersticiosa e excêntrica, vive na mesma casa que Santa, a sua soturna criada caboverdiana, meio analfabeta, mas ilustrada nas artes divinatórias do vodu, prática bem africana. A Pilar, vizinha e amiga, católica e militante em grupos de solidariedade social, ocupa o que sobra dos seus lazeres enredando-se no psicodrama das outras duas.
A Pilar tem um apaixonado, um pintor romântico frustrado, que lhe oferece quadros foleiros. Mas mais do que ele, é a sua boa amiga Aurora que não lhe sai do seu pensamento consternado pela solidão e frequentes escapadelas até ao casino da idosa. Preocupa-a tanto, ou mais ainda, a criada, de quem desconfia, pelo que ela cala e pelo que ela faz relacionado com a sua religião. Empaticamente, entende a pobre Santa e prefere manter as suas ralações para si.
Aurora adoece, mas há algo mais que a atormenta. Sente-se às portas da morte e há alguém que lhe falta. Trata-se de uma pessoa de quem as outras senhoras nunca tinham ouvido falar. A idosa pede-lhes que o procurem: Gian-Luca Ventura. Surge assim o homem, um velho colono africano que parece estar perturbado. A partir dele, outra história se revela: "Aurora tinha uma fazenda em África no sopé do monte Tabu..."

###### Parte 2: Paraíso
Inicia o flashback da vida de Aurora no território africano colonizado por Portugal. É Gian-Luca Ventura quem faz o relato, numa voz over textual, monocórdica e arrastada.
Aurora é nesta altura uma exímia caçadora, que não falha um tiro. Vive perto da montanha Tabu com o seu marido. Tem um pequeno crocodilo por ele oferecido, que faz parte da família e se passeia pela opulenta casa como um banal animal doméstico.
O dia, o animal foge. Aurora acaba por o descobrir em casa de Gian-Luca e assim travam conhecimento. Depressa se envolvem numa relação intensa e apaixonada. Deste envolvimento nasce um bebé, que precipita o confronto entre marido e amante de Aurora. Será talvez por isso que a jovem perde a pontaria. Até que chega o momento de agarrar um revólver e friamente cometer um crime que implique Gian-Luca.

## Ficha artística
- Laura Soveral, como Aurora (idosa);[13]
  - Ana Moreira, como Aurora (jovem).
- Henrique Espírito Santo, como Gian-Luca Ventura (idoso);
  - Carloto Cotta, como Gian-Luca Ventura (jovem).
- Teresa Madruga, como Pilar;
- Isabel Cardoso, como Santa;
- Cândido Ferreira, como Pintor.
- Ivo Müller, como Marido de Aurora;
- Telmo Churro, como Intrépido explorador.
- Luís Gaspar, como Pele.

## Equipa técnica
- Realização: Miguel Gomes[14]
- Argumento: Miguel Gomes e Mariana Ricardo
- Diretor de fotografia: Rui Poças
- Som: Vasco Pimentel
- Primeiro assistente de realização: Bruno Lourenço
- Anotação: Telmo Churro
- Consultora artística: P&B Silke Fischer
- Decoração: Bruno Duarte
- Guarda-roupa: Silvia Grabowski
- Maquilhagem e cabelos: Araceli Fuente e Donna Meirelles
- Montagem: Telmo Churro, Miguel Gomes
- Montagem de som: Miguel Martins e António Lopes
- Diretor de produção: Joaquim Carvalho
- Produtor associado: Alexander Bohr (ZDF/Arte)
- Co-produtores: Janine Jackowski, Jonas Dornbach, Maren Ade, Fabiano Gullane, Caio Gullane, Thomas Ordonneau
- Produtores: Luís Urbano e Sandro Aguilar

## Produção
Tabu é uma co-produção internacional, liderada pela "O Som e a Fúria" (Portugal), em associação com Gullane Entretenimento (Brasil), Shellac Sud (França), ZDF/Arte (Alemanha) e Rádiotelevisão de Portugal.  Contou com o apoio financeiro do Instituto do Cinema e Audiovisual, Centre National du Cinéma et de l'Image Animée, Film Fund Hamburg Schleswig-Holstein e Agência Nacional do Cinema. A parte Paraíso Perdido da longa-metragem foi gravada em formato 35mm e as partes Prólogo e Paraíso em 16mm.

### Desenvolvimento
A ideia original do argumento começou a formar-se em torno da personagem de Pilar, que partilha características com uma tia de Miguel Gomes, também ela solteira, católica e ativista. Segundo o realizador, essa tia "contou-me sobre a sua vizinha senil e paranóica, que regularmente (...) dizia que a sua governanta a trancava no quarto à noite e a tratava mal, mas ela não tinha provas disso. Comecei a interessar-me por esses três personagens, três mulheres (...) sobre as quais normalmente não se fazem filmes". O argumento começou a desenvolver-se com o objetivo de dar espaço à banalidade desse tipo de personagens que geralmente assumem papeis unicamente secundários sem um enredo acentuadamente romanesco. Esta inspiração serviu de base para a parte Paraíso Perdido.
Quanto às restantes partes do filme Prólogo e Paraíso, Gomes admite: "não sei como acabei em África". Ainda assim, revela em entrevista que na fase de preparação do filme, o realizador conheceu membros de uma banda de música em Moçambique que demonstravam um apurado pensamento político acerca do país, mas que era regulado por um lado muito afetivo associado à sua juventude no país. Este episódio terá incitado a escrita da parte Paraíso, a mais ambiciosa do filme, que na sua versão original contava com uma grande quantidade de sequências em dez décors diferentes, para além de uma cena de casamento com cem figurantes, coreografia e um elefante e sequências retratando o início da guerra pela independência e da descolonização.

### Rodagem
A produção iniciou-se com a rodagem de Paraíso Perdido em Lisboa. Houve uma preparação com fotos de teste aos cenários e adereços, para definir os tons de cinzento. O trabalho com os atores decorreu também de uma forma mais convencional, com a rodagem a seguir-se a meses de ensaios a partir do guião.
Após esta fase, os produtores informaram a equipa de que o orçamento não iria permitir a deslocação a África para rodar Paraíso e seria necessário esperar entre um e dois anos por financiamento adicional. Miguel Gomes e a restante equipa técnica de Tabu reuniram e foi decidido abdicar do guião e partir para Moçambique, independentemente da escassez de meios. Segundo o realizador: "Basicamente, tive de revisitar o meu guião, que já não era filmável. Portanto, decidimos criar um 'comité central' no local, consistindo da co-argumentista, o assistente de realização, do editor e de mim mesmo, com a tarefa de ir inventando uma história conforme íamos avançando. Anotávamos ideias para locais e cenas em pedaços de papel e post-it, que tentávamos unir num todo coerente". Houve muita improvisação também ao nível de trabalho com os atores. Esta secção da história foi filmada na região montanhosa do Gurué zambeziano, próximo da fronteira de Moçambique com o Malawi.

## Temas e estilo
Em Tabu, o realizador dialoga diretamente com a estética e elementos característicos dos melodramas da primeira metade do século XX, utilizando película em preto e branco, um enquadramento quase quadrado (numa proporção de 1,37: 1) e lente de 16 mm. Paraíso, em particular, recorre à expressividade dos filmes mudos, demonstrando uma imagem mais granulada. No entanto, para além da banda sonora e da narração de Gian-Luca, esta parte do filme apresenta uma camada adicional de sons da natureza. Em Paraíso Perdido, o segmento contemporâneo, o chiaroscuro mantém-se, mas o som surge sincronizado, a câmera aproxima-se dos rostos dos atores e captura detalhes de fumo ou chuva.

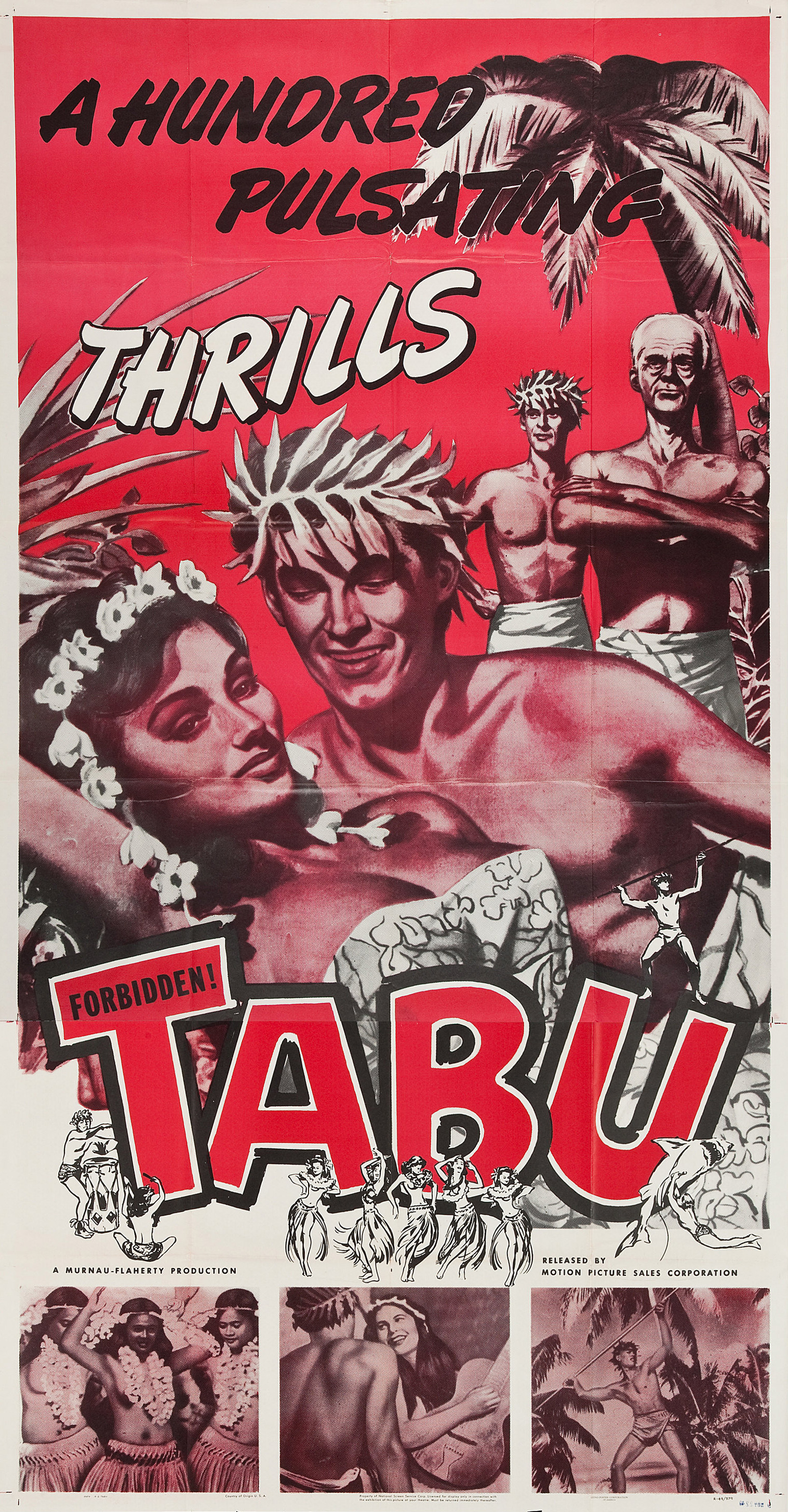
Tabu invoca, em homenagem cinéfila, a obra homónima de F. W. Murnau.

A obra Tabu (1931) de F. W. Murnau, é a referência mais direta do filme, algo que não se restringe apenas ao título e subtítulos. Desde logo, Prólogo invoca este trabalho clássico. O filme de Murnau foi realizado no período de transição entre o cinema mudo e o sonoro, e Gomes tenta recriar essas características transitórias com diferentes abordagens entre as partes da longa-metragem. Há outras comunalidades evidentes, como o facto de ambas obras estarem divididas em dois capítulos (um ambientado numa versão de paraíso e o outro após sua perda); ambas abordam temáticas de colonialismo, impulsividade e fuga; e ambas exploram um exotismo que derrapa por vezes para o kitsch. O Tabu de Murnau acompanha os amantes protagonistas a fugir de um ambiente hostil, refugiando-se num território governado por colonos ocidentais. Gomes inverte esta história, não só iniciando o filme pelo Paraíso Perdido, mas também fazendo com que os seus amantes brancos escapem da civilização colonial para um ambiente mais primitivo. Ainda que assuma estas influências e o expressionismo de Murnau, Gomes não quis realizar um filme de referências, considerando esse género "um tanto superficial e pouco generoso com o público. Na verdade, acho que a maioria das minhas referências não é consciente". De facto, detalhes de outras obras inspiraram aspetos de Tabu, tal como o facto de os protagonistas começarem Paraíso a andar de bicicleta como o triângulo amoroso em Jules et Jim, de François Truffaut e, por oposição, no seu momento de fuga e infração, caminharem entre árvores num campo acidentado, como o casal protagonista de Pierrot le fou, de Jean-Luc Godard.
O filme foi discutido pela sua abordagem cinematográfica à temática Guerra Colonial Portuguesa. Tabu assume a perspetiva do colonizador. A cena de transição de Paraíso Perdido para Paraíso, pela decoração tropical do shopping, instaura desde logo um ambiente de fantasia colonial, em que a recordação do narrador conduz a uma representação da África colonial fragmentada pela sua imaginação. Nota-se um conflito interno entre memória e silenciamento moral, uma vez que o movimento armado independentista é vagamente referido e o Negro não tem voz ou é esquecido. Segundo o cineasta, retratar esta imprecisão da memória era um objetivo seu, particulamente em Paraíso: "Sem diálogo, o filme transforma-se noutra coisa. (...) evoca a forma como funcionam as memórias e os sonhos, com aquela ligeira abstração". Gomes filma a vida leve dos brancos no seu paraíso e Gian-Luca assume uma atitude algo arrogante, consciente das injustiças de que se aproveitou.
O crocodilo que surge no poster do filme funciona como um leitmotiv ao longo do filme e cria a unidade dos capítulos. Peter Bradshaw comentou que representaria uma reencarnação do amor angustiado. Acerca da escolha deste animal em particular, Miguel Gomes referiu que, uma vez que a espécie surgiu há 248 milhões de anos, foi testemunha da ascensão e queda de todas as paixões humanas.

## Distribuição

### Lançamento
A terceira longa-metragem de Miguel Gomes foi selecionada para edição de 2012 do Festival de Cinema de Berlim, onde estreou a 14 de fevereiro. Em Portugal, distribuída pela O Som e a Fúria, a obra estreou a 5 de abril do mesmo ano, em nove salas de cinema, numa altura em que já tinha garantida a exibição internacional em 17 países. Em setembro, Tabu estrearia comercialmente no Reino Unido (pela distribuidora New Wave) e na Croácia (pela Continental Film). Em dezembro, a longa-metragem foi lançada pela  Shellac no dia 5 em França e pela Real Fiction no dia 20 na Alemanha.
Fora da Europa, o filme foi lançado comercialmente nos Estados Unidos da América, com estreia em Nova Iorque, a 26 de dezembro de 2012 no Film_Forum Film Forum, um dos seis "art cinemas" de Manhattan. Isto faz com que seja o quinto filme português com estreia comercial nessa cidade, depois do documentário de Bruno de Almeida sobre Amália Rodrigues, A Arte de Amália (Cinema Quad_Cinema Quad, ano 2000), O Fantasma de João Pedro Rodrigues (IFC Center, ano 2003) e, em 2011, O Estranho Caso de Angélica de Manoel de Oliveira (no IFC Center) e Brumas de Ricardo Costa (no Quad; Ver: As convergências e o sonho americano). Em relação a todos os antecedentes, Tabu será à altura o filme português com maior projecção internacional. No Brasil, o filme teria estreia comercial a 28 de junho de 2013.

### Festivais
- Festival Internacional de Cinema de Berlim (Alemanha, 14 de fevereiro de 2012);[31]
- Festival de Las Palmas (Espanha, março de 2012)[32]
- Hong Kong International Film Festival (Hong Kong, 2 de abril de 2012);
- Festival Internacional de Cinema de Karlovy Vary (Chéquia, 29 de junho de 2012);
- Festival de Cinema de Sydney (Austrália, junho de 2012);[33]
- Festival International du Film de La Rochelle (França, 6 de julho de 2012);[34]
- 14ª edição do Festival do Rio‎ (Brasil, 29 de setembro de 2012);[35][36]
- 50º Festival de Cinema de Nova Iorque (EUA, 10 de outubro de 2012);[37]
- Mostra Internacional de Cinema de São Paulo (Brasil, 26 de outubro de 2012);
- Festival Internacional de Cinema de Toronto, TIFF (Canadá, 2012).[38]
- Festival Internacional de Cinema de Palm Springs (EUA, 5 de janeiro de 2013).

## Receção

### Audiência
Tabu contou com mais de três mil espectadores nos primeiros quatro dias de exibição nas salas portuguesas, o que é invulgar no país perante filmes portugueses de autor, e demonstrava as suas potencialidades na distribuição internacional. Até o final de 2012, o filme totalizaria 21.337 espectadores. Nos países onde foi exibido na Europa, foi em França que Tabu recebeu mais espectadores nas salas de cinema, com 83.304 em 2012 e 100.797 em 2013. Espanha também se revelou um mercado significativo, onde o filme contabilizou 12.755 espectadores no ano de 2013.

### Crítica
A obra recebeu, de forma geral, comentários positivos pela crítica especializada. No agregador de críticas Rotten Tomatoes, Tabu mantém um rating de aprovação de 88%, baseado em 60 críticas, com um rating médio de 7.90/10. No consenso da crítica no website lê-se: "Misterioso e visualmente impressionante, Tabu recompensa a paciência do público com um romance desfalecido gravado com um toque experimental". Num outro agregador, Metacritic, que atribui uma classificação até 100 a partir das publicações de críticos de cinema convencionais, o filme recebeu uma pontuação de 78, com base em 17 críticos, indicando "avaliações geralmente favoráveis". A publicação Sight & Sound colocou-o em segundo lugar na sua lista de melhores filmes de 2012 e a a Cahiers do Cinéma em oitavo. Em 2016, o filme foi selecionado pela BBC entre os 100 maiores filmes desde 2000 num levantamento internacional de 177 críticos.
Em Portugal, os vários críticos do Público escreveram textos elogiativos. Luís Miguel Oliveira valoriza o modo como a obra "reencontra a pujança emocional do melodrama" característico do cinema clássico e Vasco Câmara junta-se às vozes que encontram paralelo em Apichatpong Weerasethakul na abordagem ao cinema de Miguel Gomes. Na mesma publicação, Jorge Mourinha escreve uma opinião consonante com a de Vasco Baptista Marques (Expresso), quando considera este o "filme da maturidade de um realizador que dá aqui um passo de gigante, mantendo intactas a impertinência e a irrisão do seu cinema". Do conjunto de interpretações de Tabu, Clara Motta (Cinema Sétima Arte) destaca a qualidade da de Ana Moreira: "fica aqui evidente; Sem dizer uma única palavra a atriz lança expressividade à cena".
Internacionalmente, várias publicações revelaram-se impressionadas com o filme. Peter Bradshaw no The Guardian, assume que várias características do filme lhe podem atribuir uma impressão proibitiva da distribuição comercial, mas "na verdade, é uma jóia: gentil, excêntrico, possuidor de um tipo distinto de inocência - e também charmoso e engraçado." Alison Frank (Aesthetica) concorda que "os temas do filme de velhice e amor condenado, bem como a sua estética sensível em preto e branco, levam-no a esperar um trabalho de arte forçado, mas Tabu é um filme que não se leva muito a sério". Richard Brody (The New Yorker) defendeu aquando a sua estreia que a longa-metragem era uma das mais originais dos últimos anos. Ben Sachs, no Chicago Reader, destaca a cinematografia de Rui Poças por conseguir captar "efeitos cativantes de claro-escuro de estilo expressionista".

### Premiações
| Ano  | Premiação                                       | Categoria                             | Trabalho                                                                             | Resultado | Ref.   |
| ---- | ----------------------------------------------- | ------------------------------------- | ------------------------------------------------------------------------------------ | --------- | ------ |
| 2012 | Festival Internacional de Cinema de Berlim      | Prémio Alfred Bauer                   | Tabu, Luís Urbano e Sandro Aguilar                                                   | Venceu    | [ 49 ] |
| 2012 | Festival Internacional de Cinema de Berlim      | Prémio da crítica FIPRESCI            | Tabu, Luís Urbano e Sandro Aguilar                                                   | Venceu    | [ 49 ] |
| 2012 | Festival Internacional de Cinema de Berlim      | Urso de Ouro                          | Tabu, Luís Urbano e Sandro Aguilar                                                   | Indicado  | [ 49 ] |
| 2012 | Edinburgh International Film Festival           | Melhor longa-metragem internacional   | Tabu, Luís Urbano e Sandro Aguilar                                                   | Indicado  |        |
| 2012 | Ghent International Film Festival               | Grand Prix para melhor filme          | Tabu, Luís Urbano e Sandro Aguilar                                                   | Venceu    | [ 50 ] |
| 2012 | Festival Internacional de Cinema de Las Palmas  | Prémio do público                     | Tabu, Luís Urbano e Sandro Aguilar                                                   | Venceu    | [ 51 ] |
| 2012 | Festival Internacional de Cinema de Las Palmas  | Prémio Lady Harimaguada de Prata      | Tabu, Luís Urbano e Sandro Aguilar                                                   | Venceu    | [ 51 ] |
| 2012 | LUX Prize                                       | Prémio LUX                            | Miguel Gomes                                                                         | Indicado  | [ 52 ] |
| 2012 | Festival Paris Cinéma - Coup de Coeur du Jury   | Prix du Jury des bloggers et du web   | Tabu, Luís Urbano e Sandro Aguilar                                                   | Venceu    | [ 53 ] |
| 2012 | Stockholm Film Festival                         | Melhor filme                          | Tabu, Luís Urbano e Sandro Aguilar                                                   | Indicado  |        |
| 2012 | Sydney Film Festival                            | Melhor filme                          | Tabu, Luís Urbano e Sandro Aguilar                                                   | Indicado  |        |
| 2012 | Toronto Film Critics Association Awards         | Melhor filme em língua estrangeira    | Tabu, Luís Urbano e Sandro Aguilar                                                   | Indicado  |        |
| 2012 | Prémios Time Out, Portugal                      | Filme português do ano                | Tabu, Luís Urbano e Sandro Aguilar                                                   | Venceu    |        |
| 2013 | Cartagena de Indias International Film Festival | Prémio Cinecolombia para melhor filme | Tabu, Luís Urbano e Sandro Aguilar                                                   | Venceu    | [ 54 ] |
| 2013 | Avvantura Festival, FilmForum Zadar             | Melhor realizador                     | Miguel Gomes                                                                         | Venceu    | [ 15 ] |
| 2013 | Muestra de Cine Europeo de Lanzarote            | Melhor filme                          | Tabu, Luís Urbano e Sandro Aguilar                                                   | Venceu    | [ 55 ] |
| 2013 | Cinema Bloggers Awards, Portugal                | Melhor filme português                | Tabu, Luís Urbano e Sandro Aguilar                                                   | Venceu    |        |
| 2013 | Prémios Sophia                                  | Melhor filme português                | Tabu, Luís Urbano e Sandro Aguilar                                                   | Venceu    |        |
| 2013 | Prémios Sophia                                  | Melhor realizador                     | Miguel Gomes                                                                         | Indicado  |        |
| 2013 | Prémios Sophia                                  | Melhor atriz                          | Laura Soveral                                                                        | Indicado  |        |
| 2013 | Prémios Sophia                                  | Melhor atriz                          | Teresa Madruga                                                                       | Indicado  |        |
| 2013 | Prémios Sophia                                  | Melhor cinematografia                 | Rui Poças                                                                            | Indicado  |        |
| 2013 | Prémios Sophia                                  | Melhor montagem                       | Telmo Churro e Miguel Gomes                                                          | Venceu    |        |
| 2013 | Prémios Sophia                                  | Melhor música                         | Joana Sá                                                                             | Indicado  |        |
| 2013 | Prémios Sophia                                  | Melhor caracterização                 | Araceli Fuente Basconcillos e Donna Meirelles                                        | Indicado  |        |
| 2013 | Prémios Sophia                                  | Melhor som                            | Vasco Pimentel, Miguel Martins e António Lopes                                       | Indicado  |        |
| 2013 | International Cinephile Society                 | Melhor filme                          | Tabu, Luís Urbano e Sandro Aguilar                                                   | 2º lugar  | [ 56 ] |
| 2013 | International Cinephile Society                 | Melhor realizador                     | Miguel Gomes                                                                         | 2º lugar  | [ 56 ] |
| 2013 | International Cinephile Society                 | Melhor argumento original             | Miguel Gomes e Mariana Ricardo                                                       | Venceu    | [ 56 ] |
| 2013 | International Cinephile Society                 | Melhor elenco                         | Cardoso, Churro, Cotta, Espírito Santo, Ferreira, Madruga, Moreira, Müller e Soveral | Indicado  | [ 56 ] |
| 2013 | International Cinephile Society                 | Melhor cinematografia                 | Rui Poças                                                                            | Indicado  | [ 56 ] |
| 2013 | Prémio Autores, Sociedade Portuguesa de Autores | Melhor filme                          | Tabu, Luís Urbano e Sandro Aguilar                                                   | Venceu    |        |
| 2013 | Prémio Autores, Sociedade Portuguesa de Autores | Melhor argumento                      | Miguel Gomes e Mariana Ricardo                                                       | Indicado  |        |
| 2013 | Prémio Autores, Sociedade Portuguesa de Autores | Melhor ator                           | Carloto Cotta                                                                        | Indicado  |        |
| 2013 | French Critics Association                      | Melhor filme estrangeiro              | Tabu, Luís Urbano e Sandro Aguilar                                                   | Venceu    | [ 57 ] |
| 2013 | Globos de Ouro, Portugal                        | Melhor filme                          | Tabu, Luís Urbano e Sandro Aguilar                                                   | Venceu    |        |
| 2013 | Globos de Ouro, Portugal                        | Melhor ator                           | Carloto Cotta                                                                        | Indicado  |        |
| 2013 | Globos de Ouro, Portugal                        | Melhor atriz                          | Ana Moreira                                                                          | Indicado  |        |
| 2013 | Globos de Ouro, Portugal                        | Melhor atriz                          | Laura Soveral                                                                        | Indicado  |        |
| 2013 | International Online Cinema Awards              | Melhor filme em língua não-inglesa    | Tabu, Luís Urbano e Sandro Aguilar                                                   | Indicado  |        |
| 2013 | London Critics Circle Film Awards               | Filme do ano em língua estrangeira    | Tabu, Luís Urbano e Sandro Aguilar                                                   | Indicado  |        |
| 2014 | Cineport - Portuguese Film Festival             | Melhor realizador: Ficção             | Miguel Gomes                                                                         | Venceu    |        |
| 2014 | Cineport - Portuguese Film Festival             | Melhor montagem: Ficção               | Telmo Churro e Miguel Gomes                                                          | Venceu    |        |
| 2014 | Prêmio Guarani                                  | Melhor filme                          | Tabu, Luís Urbano e Sandro Aguilar                                                   | Indicado  |        |
| 2014 | Prêmio Guarani                                  | Melhor realizador                     | Miguel Gomes                                                                         | Indicado  |        |
| 2014 | Prêmio Guarani                                  | Melhor argumento                      | Miguel Gomes e Mariana Ricardo                                                       | Indicado  |        |
| 2014 | Prêmio Guarani                                  | Melhor cinematografia                 | Rui Poças                                                                            | Venceu    |        |
| 2014 | Prêmio Guarani                                  | Melhor montagem                       | Telmo Churro e Miguel Gomes                                                          | Indicado  |        |
| 2014 | Prêmio Guarani                                  | Melhor direção de arte                | Silke Fischer                                                                        | Indicado  |        |
| 2014 | SESC Film Festival                              | Melhor realizador estrangeiro         | Miguel Gomes                                                                         | Venceu    |        |